# Ixamatus broomi
Ixamatus broomi is een spinnensoort in de taxonomische indeling van de bruine klapdeurspinnen (Nemesiidae).
Ixamatus broomi werd in 1901 beschreven door Hogg.